# Настопка, Кястутис
Кясту́тис Насто́пка (лит. Kęstutis Nastopka; 18 марта 1940, Каунас — 23 июля 2024, Вильнюс) — литовский литературовед, литературный критик, переводчик; хабилитированный доктор гуманитарных наук, профессор, лауреат Национальной премии Литвы по культуре и искусству (2012).

## Биография
В 1962 году окончил Вильнюсский университет по специальности «литуанистика». В 1962—1965 годах стажировался в Латвийском университете. В это время познакомился со студентами русистами, участвовавшими в организованных Ю. М. Лотманом летних школах по вторичным моделирующим системам, и стал следить за развитием семиотики. Слушал в Вильнюсе лекции Лотмана, один месяц стажировался у него. После знакомства с приехавшим в Вильнюс А. Ж. Греймасом заинтересовался другой разновидностью семиотики.
В 1966 году в Вильнюсском университете защитил диссертацию на соискание учёной степени кандидата филологических наук о литовско-латышских литературных связях (1800—1917) (с 1985 года, в соответствии с установленной в Литве номенклатурой учёных степеней, доктор гуманитарных наук).
В 1966—1972 годах работал в Институте литовского языка и литературы. С 1971 год член Союза писателей Литвы.

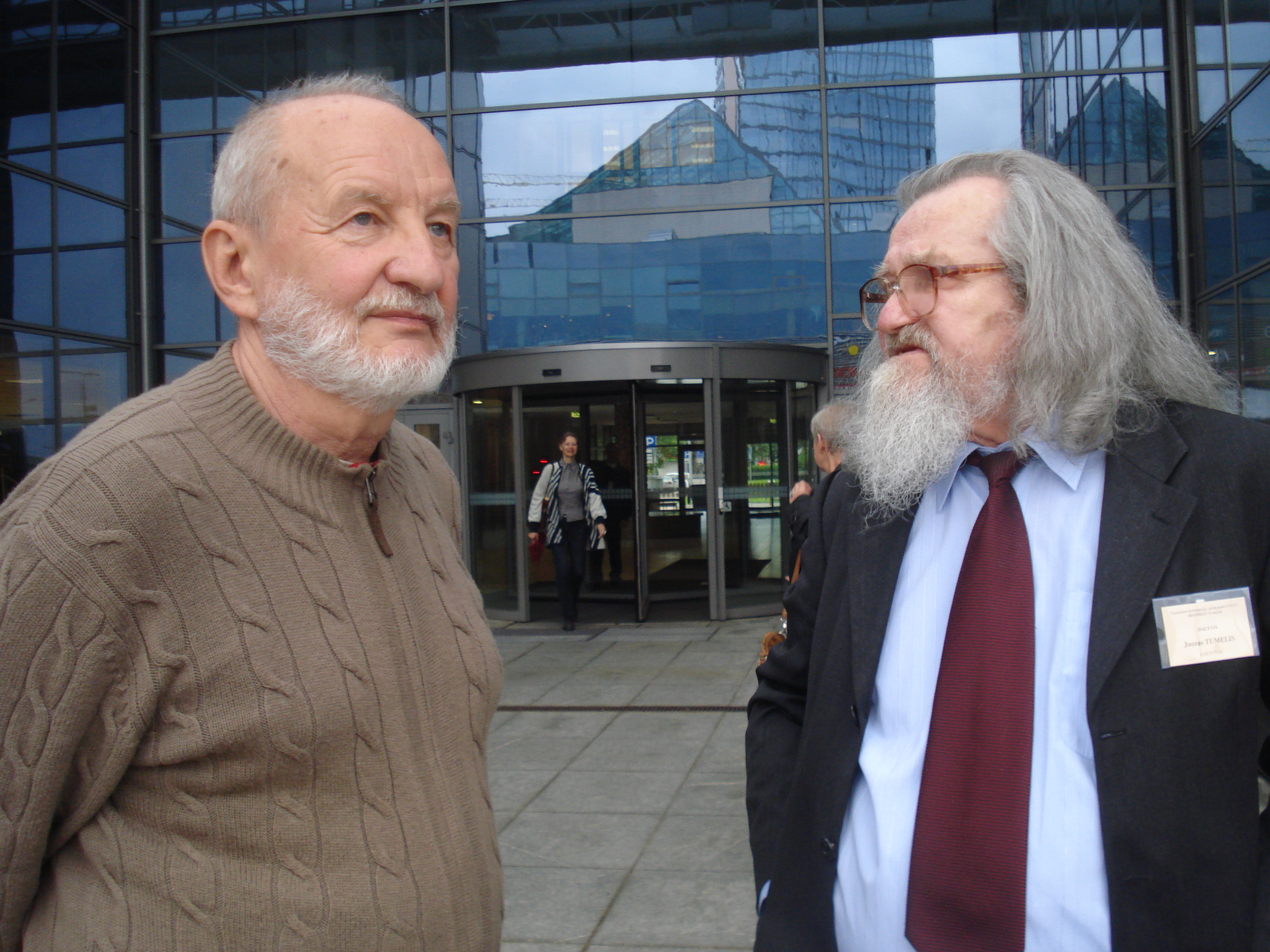
Кястутис Настопка и Юозас Тумялис

С 1972 года преподаватель Вильнюсского педагогического института (с 1992 года Вильнюсский педагогический университет), в 1989—1991 годах был заведующим кафедрой литовской и зарубежной литературы, в 1991—1996 годах — кафедрой всеобщей литературы.
В 1986 году в Вильнюсском университете защитил хабилитационную диссертацию о поэтике литовского стихотворения (XX век). С 1992 года работал в Вильнюсском университете; профессор. В 1998—2005 годах заведующий кафедрой теории литературы (с 2002 года кафедра теории и истории литературы), в 2007—2008 годах заведующий Центра семиотических исследований имени А. Ю. Греймаса.
10 декабря 2012 года был объявлен лауреатом Национальной премии Литвы в области культуры и науки (наряду со скульптором Владасом Вильджюнасом, архитектором Эугениюсом Милюнасом, дирижёром Модестасом Питренасом, художником Жильвинасом Кямпинасом, сценографом Виталиюсом Мазурасом; размер премии составляет 104 тысячи литов). Согласно официальной формулировке, премия Кястутису Настопке присуждена за «развитие литовской семиотики, достигшего мирового признания, и искусство восприятия литературных произведений».
Умер 23 июля 2024 года после тяжёлой болезни в Вильнюсе в возрасте 84 лет.

## Книги
- Lietuvių ir latvių literatūrų ryšiai: studija. Vilnius: Vaga, 1971.
- Struktūrinė eilėraščio analizė. Vilnius, 1972.
- Tarybinių Pabaltijo tautų literatūros: paskaitų konspektas. Vilnius: Lietuvos TSR Aukštojo ir specialiojo vidurinio mokslo ministerijos Leidybinė-redakcinė taryba, 1977.
- Lietuvių eilėraščio poetika: monografija. Vilnius: Vaga, 1985.
- Išsprūstanti prasmė: straipsnių rinkinys. Vilnius: Vaga, 1991.
- Reikšmių poetika: semiotikos bandymai. Vilnius: Baltos lankos, 2002. ISBN 9955-429-72-0

## Награды и звания
- 1974 — Премия комсомола Литвы за научный труд «Литовско-латышские литературные связи».
- 1986 — Государственная премия Литовской ССР за научный труд «Поэтика литовского стихотворений».
- 1997 — Орден Трёх звёзд (Латвия).
- 2007 — Кавалер Ордена Академических пальм (Франция).
- 2012 — Национальная премия Литвы по культуре и искусству
- 2015 — В связи с Днём государства 6 июля 2015 года президент Литвы Даля Грибаускайте среди других граждан Литвы и граждан иностранных государств, отмеченных за заслуги перед Литвой, наградила Кястутиса Настопку Большим командорским крестом ордена «За заслуги перед Литвой»[7]